# Edoardo Mangiarotti
Edoardo Mangiarotti (ur. 7 kwietnia 1919 w Renate, zm. 25 maja 2012 w Mediolanie) – włoski szpadzista i florecista, wielokrotny medalista igrzysk olimpijskich i mistrzostw świata.
Na igrzyskach olimpijskich w Berlinie w 1936 roku razem z Giancarlo Cornaggią-Medicim, Saverio Ragno, Franco Riccardim, Giancarlo Brusatim i Alfredo Pezzaną zdobył złoty medal w szpadzie drużynowej. Po zakończeniu II wojny światowej wystartował na igrzyskach olimpijskich w Londynie w 1948 roku, gdzie trzykrotnie stawał na podium. Najpierw razem z Manlio Di Rosą, Renzo Nostinim, Giuliano Nostinim, Giorgio Pellinim i Saverio Ragno był drugi we florecie drużynowym. Następnie wspólnie z Carlo Agostonim, Dario Mangiarottim, Luigim Cantone, Marco Antonio Mandruzzato i Fiorenzo Marinim zdobył srebro w szpadzie drużynowej. Parę dni później wywalczył brązowy medal w szpadzie indywidualnej. W rundzie finałowej wygrał pięć walk, a cztery przegrał, uzyskując tyle samo punktów co Szwajcar Oswald Zappelli. Walkę barażową o srebrny medal ze Szwajcarem przegrał 0:3. Kolejne cztery medale wywalczył na igrzyskach olimpijskich w Helsinkach w 1952 roku. W swoim pierwszym starcie razem z kolegami zdobył srebro we florecie drużynowym. Następnie był drugi w turnieju indywidualnym, wygrywając sześć z ośmiu walk w rundzie finałowej, przegrywając tylko z Francuzem Christianem d’Oriolą. Parę dni później Edoardo Mangiarotti, Dario Mangiarotti, Giuseppe Delfino, Carlo Pavesi, Franco Bertinetti i Roberto Battaglia zwyciężyli w szpadzie drużynowej. Ponadto wywalczył złoty medal w szpadzie indywidualnej, wygrywając siedem z dziewięciu walk finałowych. Na rozgrywanych cztery lata później igrzyskach w Melbourne zdobył medale w trzech z czterech startów. We florecie drużynowym Włosi w składzie: Edoardo Mangiarotti, Manlio Di Rosa, Giancarlo Bergamini, Antonio Spallino, Luigi Carpaneda i Vittorio Lucarelli zdobyli złoto. W rywalizacji indywidualnej Mangiarotti odpadł w pierwszej rundzie. W szpadzie drużynowej razem z Giuseppe Delfino, Carlo Pavesim, Franco Bertinettim, Giorgio Anglesio i Alberto Pellegrino odniósł kolejne zwycięstwo. W konkursie szpady indywidualnej, w rundzie finałowej uzyskał tyle samo punktów co Pavesi i Delfino. Z pojedynków barażowych wygrał tylko jeden i ostatecznie stanął na najniższym stopniu podium. Brał też udział w igrzyskach olimpijskich w Rzymie w 1960 roku, gdzie we florecie drużynowym był drugi, a w szpadzie drużynowej Włosi w składzie: Edoardo Mangiarotti, Giuseppe Delfino, Carlo Pavesi, Alberto Pellegrino, Fiorenzo Marini i Gianluigi Saccaro zdobyli złoty medal. W zawodach indywidualnych tym razem nie startował.
Podczas mistrzostw świata w Paryżu w 1937 roku razem z kolegami z reprezentacji zdobył złoty medal w szpadzie drużynowej. W tej samej konkurencji zdobywał też złote medale na mistrzostwach świata w Kairze (1949), mistrzostwach świata w Monte Carlo (1950), mistrzostwach świata w Brukseli (1953), mistrzostwach świata w Luksemburgu (1954), mistrzostwach świata w Rzymie (1955) i mistrzostwach świata w Filadelfii (1958) oraz brązowe na mistrzostwach świata w Lizbonie (1947) i mistrzostwach świata w Pieszczanach (1938). Zdobył również cztery medale w zawodach indywidualnych: złote na MŚ 1951 i MŚ 1954 oraz srebrne na MŚ 1938 (za Francuzem Michelem Pécheux) i MŚ 1958 (za Brytyjczykiem Billem Hoskynsem).
Równocześnie wielokrotnie zdobywał medale we florecie. Na mistrzostwach świata w Lizbonie (1947) był trzeci indywidualnie, plasując się za Christianem d’Oriolą i Manlio Di Rosą. W kolejnych startach był ponownie trzeci na MŚ 1949 (za d’Oriolą i Renzo Nostinim) oraz drugi na MŚ 1951 (za Manlio Di Rosą), MŚ 1953 i MŚ 1954 (za d’Oriolą). Ponadto zdobywał medale w turniejach drużynowych: złote na MŚ 1949, MŚ 1950, MŚ 1954 i MŚ 1955, srebrne podczas MŚ 1951 i MŚ 1953 oraz brązowy na MŚ 1958.
Podczas IO 1956 i IO 1960 był chorążym reprezentacji Włoch.
W 1977 został odznaczony brązowym Orderem Olimpijskim, a w 2002 srebrnym. W latach 1981–1984 był sekretarzem generalnym Międzynarodowej Federacji Szermierczej (FIE).
Szermierzami byli także jego ojciec, Giuseppe, bracia Dario i Mario oraz córka, Carola Mangiarotti.

## Starty olimpijskie
Berlin 1936
- szpada – złoto w drużynie

Londyn 1948
- floret – srebro w drużynie
- szpada – brąz indywidualnie i srebro w drużynie

Helsinki 1952
- floret – srebro indywidualnie i w drużynie
- szpada – złoto indywidualnie i w drużynie

Melbourne 1956
- floret – złoto w drużynie
- szpada – brąz indywidualnie i złoto w drużynie

Rzym 1960
- floret – srebro w drużynie
- szpada – złoto w drużynie